# Bayer 04 Leverkusen Fußball 2022-2023
Questa pagina raccoglie i dati riguardanti il Bayer 04 Leverkusen Fußball nelle competizioni ufficiali della stagione 2022-2023.

## Stagione
La stagione 2022-23 è stata la 75ª nella storia del club e la sua 50ª stagione nella massima divisione tedesca. Essa ha visto il Bayer Leverkusen partecipare alla Bundesliga, per la quarantaquattresima stagione consecutiva, e alla Coppa di Germania in ambito nazionale; alla Champions League e all'Europa League in ambito europeo.
In Coppa di Germania, viene eliminato al primo turno dall'Elversberg, squadra di 3. Liga, perdendo l'incontro 4-3 in trasferta.
In campionato le Aspirine fa il suo debutto in Bundesliga contro il Borussia Dortmund, perdendo 1-0, a cui seguono altre 4 sconfitte e 2 pareggi, prima della sconfitta per 4-0 sul campo del Bayern Monaco e due sconfitte ed una vittoria in Champions League.
Con la squadra al penultimo posto in campionato, il 5 ottobre 2022 la società decide di esonerare l'allenatore svizzero Gerardo Seoane e, contestualmente, di ingaggiare lo spagnolo Xabi Alonso.
L'allenatore iberico, esordiente sulla panchina di una prima squadra, termina il girone di Champions al terzo posto con 5 punti e, grazie al pareggio decisivo contro il Club Bruges all'ultimo turno e al vantaggio sull'Atlético Madrid negli scontri diretti a favore, riesce ad accedere agli spareggi di Europa League, dove supera il Monaco: sconfitta in casa per 3-2 e vittoria in trasferta con il medesimo punteggio, vincendo ai calci di rigori e passando il turno. Agli ottavi di finale supera gli ungheresi del Ferencváros vincendo per 2-0 sia in casa che in trasferta; ai quarti di finale, al pareggio per 1-1 in casa segue la vittoria per 4-1 in trasferta, eliminando i begli dell'Union Saint-Gilloise. Il cammino europeo si ferma in semifinale dove perde 1-0 l'andata sul campo della Roma e pareggia 0-0 in casa.
Il 27 maggio, nonostante la sconfitta per 3-0 sul campo del Bochum, riesce a qualificarsi alla fase a gironi dell'Europa League, chiudendo il campionato al sesto posto finale.

## Divise e sponsor
Lo sponsor tecnico, per la stagione 2022-2023, è Castore, mentre il main sponsor, per il sesto anno consecutivo, è Barmenia Versicherung, marchio dell'omonimo gruppo assicurativo indipendente; gli sleeve sponsor sono: Trive, compagnia olandese di servizi finanziari, e per il quarto anno consecutivo Kumho Tire, azienda internazionale di produzione di pneumatici sudcoreana, per le partite di coppa nazionale.
| Casa | Trasferta | Terza Divisa |

## Rosa
Rosa e numerazione aggiornate al 3 aprile 2023.
| N. |                           | Ruolo | Calciatore         |
| -- | ------------------------- | ----- | ------------------ |
| 1  | Finlandia (bandiera)      | P     | Lukáš Hrádecký     |
| 3  | Ecuador (bandiera)        | D     | Piero Hincapié     |
| 4  | Germania (bandiera)       | D     | Jonathan Tah       |
| 5  | Paesi Bassi (bandiera)    | D     | Mitchel Bakker     |
| 6  | Costa d'Avorio (bandiera) | D     | Odilon Kossounou   |
| 7  | Brasile (bandiera)        | A     | Paulinho           |
| 8  | Germania (bandiera)       | C     | Robert Andrich     |
| 9  | Iran (bandiera)           | A     | Sardar Azmoun      |
| 10 | Germania (bandiera)       | C     | Kerem Demirbay     |
| 11 | Germania (bandiera)       | C     | Nadiem Amiri       |
| 12 | Burkina Faso (bandiera)   | D     | Edmond Tapsoba     |
| 14 | Rep. Ceca (bandiera)      | A     | Patrik Schick      |
| 17 | Finlandia (bandiera)      | A     | Joel Pohjanpalo    |
| 17 | Ghana (bandiera)          | A     | Callum Hudson-Odoi |
| 18 | Belgio (bandiera)         | D     | Noah Mbamba        |
| 19 | Francia (bandiera)        | A     | Moussa Diaby       |

| N. |                        | Ruolo | Calciatore          |
| -- | ---------------------- | ----- | ------------------- |
| 20 | Cile (bandiera)        | C     | Charles Aránguiz    |
| 21 | Francia (bandiera)     | C     | Amine Adli          |
| 22 | Paesi Bassi (bandiera) | D     | Daley Sinkgraven    |
| 23 | Rep. Ceca (bandiera)   | C     | Adam Hložek         |
| 24 | Paesi Bassi (bandiera) | D     | Timothy Fosu-Mensah |
| 25 | Argentina (bandiera)   | C     | Exequiel Palacios   |
| 27 | Germania (bandiera)    | C     | Florian Wirtz       |
| 28 | Spagna (bandiera)      | A     | Iker Bravo          |
| 28 | Austria (bandiera)     | P     | Patrick Pentz       |
| 29 | Danimarca (bandiera)   | C     | Zidan Sertdemir     |
| 30 | Paesi Bassi (bandiera) | D     | Jeremie Frimpong    |
| 32 | Germania (bandiera)    | C     | Ayman Azhil         |
| 35 | Germania (bandiera)    | C     | Joshua Eze          |
| 36 | Germania (bandiera)    | P     | Niklas Lomb         |
| 38 | Germania (bandiera)    | C     | Karim Bellarabi     |
| 40 | Russia (bandiera)      | P     | Andrej Lunëv        |

## Calciomercato

### Sessione estiva(dall'1/7 all'1/9)
| Acquisti | Acquisti           | Acquisti        | Acquisti              |
| R.       | Nome               | da              | Modalità              |
| -------- | ------------------ | --------------- | --------------------- |
| P        | Lennart Grill      | Brann           | fine prestito         |
| D        | Madi Monamay       | Genk            | definitivo            |
| C        | Nadiem Amiri       | Genoa           | fine prestito         |
| A        | Adam Hložek        | Sparta Praga    | definitivo (13 mln €) |
| A        | Callum Hudson-Odoi | Chelsea         | prestito              |
| A        | Joel Pohjanpalo    | Çaykur Rizespor | fine prestito         |
| A        | Yannik Schlößer    | Norimberga II   | fine prestito         |

| Cessioni | Cessioni              | Cessioni              | Cessioni                         |
| R.       | Nome                  | a                     | Modalità                         |
| -------- | --------------------- | --------------------- | -------------------------------- |
| P        | Lennart Grill         | Union Berlino         | prestito con diritto di riscatto |
| D        | Sadik Fofana          | Norimberga            | prestito                         |
| D        | Mitchell Weiser       | Werder Brema          | definitivo                       |
| C        | Julian Baumgartlinger | Augusta               | fine contratto                   |
| A        | Lucas Alario          | Eintracht Francoforte | definitivo (6 mln €)             |
| A        | Iker Bravo            | Real Madrid           | prestito                         |
| A        | Joel Pohjanpalo       | Venezia               | definitivo (2,5 mln €)           |
| A        | Yannik Schlößer       | Düren                 | definitivo                       |

### Sessione invernale(dal 2/1 al 31/1)
| Acquisti | Acquisti       | Acquisti    | Acquisti               |
| R.       | Nome           | da          | Modalità               |
| -------- | -------------- | ----------- | ---------------------- |
| D        | Patrick Pentz  | Stade Reims | definitivo             |
| D        | Noah Mbamba    | Club Bruges | definitivo (0,1 mln €) |
| C        | Gustavo Puerta | Bogotá      | definitivo (2 mln €)   |

| Cessioni | Cessioni        | Cessioni         | Cessioni   |
| R.       | Nome            | a                | Modalità   |
| -------- | --------------- | ---------------- | ---------- |
| C        | Gustavo Puerta  | Norimberga       | prestito   |
| C        | Zidan Sertdemir | Nordsjælland     | definitivo |
| A        | Paulinho        | Atlético Mineiro | prestito   |

### Operazioni esterne(dall'1/2 al 30/6)
| Acquisti | Acquisti | Acquisti   | Acquisti   |
| R.       | Nome     | da         | Modalità   |
| -------- | -------- | ---------- | ---------- |
| D        | Arthur   | América-MG | definitivo |

| Cessioni | Cessioni         | Cessioni      | Cessioni   |
| R.       | Nome             | a             | Modalità   |
| -------- | ---------------- | ------------- | ---------- |
| C        | Charles Aránguiz | Internacional | definitivo |

## Risultati

### Bundesliga

#### Girone di andata
| Arbitro: | Brych (Monaco di Baviera) |

|          |           |  |
| Reus 10’ | Marcatori |  |

| Arbitro: | Cortus (Röthenbach) |

|              |           |                     |
| Aránguiz 43’ | Marcatori | 15’ Jensen 82’ Hahn |

| Arbitro: | Reichel (Stoccarda) |

|  |           |                                        |
|  | Marcatori | 9’ Baumgartner 34’ Kramarić 78’ Rutter |

| Arbitro: | Dingert (Kaiserslautern) |

|  |           |                                |
|  | Marcatori | 29’ Palacios 39’, 41’ Frimpong |

| Arbitro: | Stegemann (Niederkassel) |

|                         |           |                                     |
| Demirbay 16’ Schick 65’ | Marcatori | 48’ Ginter 50’ Gregoritsch 71’ Dōan |

| Arbitro: | Brand (Unterspiesheim) |

|                        |           |                         |
| Serdar 55’ Richter 74’ | Marcatori | 49’ Demirbay 79’ Schick |

| Arbitro: | Welz (Wiesbaden) |

|              |           |               |
| Demirbay 57’ | Marcatori | 82’ Veljković |

| Arbitro: | Stieler (Amburgo) |

|                                         |           |  |
| Sané 3’ Musiala 17’ Mané 39’ Müller 84’ | Marcatori |  |

| Arbitro: | Reichel (Stoccarda) |

|                                          |           |  |
| Diaby 38’ Frimpong 41’, 52’ Paulinho 90’ | Marcatori |  |

| Arbitro: | Willenborg (Osnabrück) |

|                                                                    |           |              |
| Kamada 45+5’ (rig.), 72’ (rig.) Muani 58’ Lindstrøm 65’ Alario 86’ | Marcatori | 56’ Hincapié |

| Arbitro: | Brych (Monaco di Baviera) |

|                        |           |                                      |
| Diaby 17’ Frimpong 76’ | Marcatori | 28’ (aut.) Andrich 54’ (rig.) Arnold |

| Arbitro: | Jablonski (Brema) |

|                       |           |  |
| Nkunku 32’ Werner 83’ | Marcatori |  |

| Arbitro: | Schröder (Hannover) |

|                                                  |           |  |
| Andrich 46’ Diaby 56’, 58’ Hložek 68’ Bakker 76’ | Marcatori |  |

| Arbitro: | Stieler (Amburgo) |

|             |           |                     |
| Schmitz 30’ | Marcatori | 65’ Amiri 71’ Diaby |

| Arbitro: | Badstübner (Norimberga) |

|                   |           |  |
| Diaby 30’ Tah 82’ | Marcatori |  |

| Arbitro: | Osmers (Hannover) |

|                   |           |                               |
| Stindl 82’, 90+3’ | Marcatori | 21’ Bakker 43’ Adli 67’ Amiri |

| Arbitro: | Gerach (Landau) |

|                              |           |  |
| Tapsoba 8’ (rig.) Hložek 53’ | Marcatori |  |

#### Girone di ritorno
| Arbitro: | Welz (Wiesbaden) |

|  |           |                                |
|  | Marcatori | 33’ Adeyemi 53’ (aut.) Tapsoba |

| Arbitro: | Fritz (Korb) |

|             |           |  |
| Berisha 55’ | Marcatori |  |

| Arbitro: | Stieler (Amburgo) |

|           |           |                                 |
| Nsoki 77’ | Marcatori | 6’ Andrich 47’ Diaby 56’ Hložek |

| Arbitro: | Schröder (Hannover) |

|                      |           |                                               |
| Amiri 32’ Schick 58’ | Marcatori | 26’ Caci 45+4’ Barreiro 82’ (rig.) Ingvartsen |

| Arbitro: | Siebert (Berlino) |

|           |           |            |
| Grifo 29’ | Marcatori | 67’ Azmoun |

| Arbitro: | Ittrich (Amburgo) |

|                                            |           |                      |
| Azmoun 12’ Frimpong 21’ Diaby 60’ Adli 73’ | Marcatori | 67’ (rig.) Lukebakio |

| Arbitro: | Aytekin (Oberasbach) |

|                                 |           |                                    |
| Ducksch 30’ Füllkrug 86’ (rig.) | Marcatori | 34’ Bakker 56’ Frimpong 83’ Hložek |

| Arbitro: | Stieler (Amburgo) |

|                                 |           |             |
| Palacios 55’ (rig.), 73’ (rig.) | Marcatori | 22’ Kimmich |

| Arbitro: | Aytekin (Oberasbach) |

|  |           |                                     |
|  | Marcatori | 50’ Frimpong 61’ Wirtz 90+2’ Azmoun |

| Arbitro: | Hartmann (Wangen) |

|                                 |           |         |
| Adli 10’ Diaby 34’ Azmoun 90+5’ | Marcatori | 74’ Sow |

| Wolfsburg 16 aprile 2023, ore 19:30 CEST 28ª giornata | Wolfsburg                | 0 – 0 referto | Bayer Leverkusen | Volkswagen-Arena (20 137 spett.)\| Arbitro: \| Stegemann (Niederkassel) \| |
| Arbitro:                                              | Stegemann (Niederkassel) |               |                  |                                                                            |

| Arbitro: | Schlager (Hügelsheim) |

|                             |           |  |
| Hložek 40’ Amiri 86’ (rig.) | Marcatori |  |

| Köpenick 29 aprile 2023, ore 15:30 CEST 30ª giornata | Union Berlino | 0 – 0 referto | Bayer Leverkusen | Stadio An der Alten Försterei (22 012 spett.)\| Arbitro: \| Fritz (Korb) \| |
| Arbitro:                                             | Fritz (Korb)  |               |                  |                                                                             |

| Arbitro: | Zwayer (Berlino) |

|          |           |                |
| Adli 28’ | Marcatori | 14’, 36’ Selke |

| Arbitro: | Willenborg (Osnabrück) |

|                     |           |                     |
| Guirassy 57’ (rig.) | Marcatori | 70’ (rig.) Palacios |

| Arbitro: | Siebert (Berlino) |

|                       |           |                           |
| Adli 15’ Demirbay 20’ | Marcatori | 58’ J. Hofmann 90’ Stindl |

| Arbitro: | Welz (Wiesbaden) |

|                                  |           |  |
| Förster 19’ Asano 34’ Stöger 86’ | Marcatori |  |

### Coppa di Germania
| Arbitro: | Petersen (Stoccarda) |

|                                                          |           |                                   |
| Rochelt 2’ Koffi 17’ (rig.) Schnellbacher 37’ Conrad 74’ | Marcatori | 5’ Hložek 30’ Aránguiz 83’ Schick |

### UEFA Champions League

#### Fase a gironi
| Arbitro: | Peljto |

|           |           |  |
| Sylla 42’ | Marcatori |  |

| Arbitro: | Oliver |

|                       |           |  |
| Andrich 84’ Diaby 87’ | Marcatori |  |

| Arbitro: | Taylor |

|                      |           |  |
| Zaidu 69’ Galeno 87’ | Marcatori |  |

| Arbitro: | Kovács |

|  |           |                                         |
|  | Marcatori | 6’ Galeno 53’ (rig.), 64’ (rig.) Taremi |

| Arbitro: | Turpin |

|                          |           |                          |
| Carrasco 22’ De Paul 50’ | Marcatori | 9’ Diaby 29’ Hudson-Odoi |

| Leverkusen 1º novembre 2022, ore 18:45 CEST 6ª giornata | Bayer Leverkusen | 0 – 0 referto | Club Bruges | BayArena (30 210 spett.)\| Arbitro: \| Mariani \| |
| Arbitro:                                                | Mariani          |               |             |                                                   |

### UEFA Europa League

#### Fase a eliminazione diretta
| Arbitro: | Grinfeld |

|                     |           |                                            |
| Diaby 48’ Wirtz 59’ | Marcatori | 9’ (aut.) Hrádecký 74’ Diatta 90+2’ Disasi |

| Arbitro: | Hernández Hernández |

|                                  |                      |                                   |
| Ben Yedder 19’ (rig.) Embolo 84’ | Marcatori            | 13’ Wirtz 21’ Palacios 58’ Adli   |
| Disasi Matazo Embolo Volland     | Tiri di rigore 3 – 5 | Azmoun Amiri Tapsoba Schick Diaby |

| Arbitro: | Massa |

|                          |           |  |
| Demirbay 10’ Tapsoba 86’ | Marcatori |  |

| Arbitro: | Soares Dias |

|  |           |                   |
|  | Marcatori | 3’ Diaby 81’ Adli |

| Arbitro: | Kružliak |

|           |           |              |
| Wirtz 82’ | Marcatori | 51’ Boniface |

| Arbitro: | Mateu Lahoz |

|           |           |                                             |
| Terho 64’ | Marcatori | 2’ Diaby 38’ Bakker 60’ Frimpong 79’ Hložek |

| Arbitro: | Oliver |

|          |           |  |
| Bove 63’ | Marcatori |  |

| Leverkusen 18 maggio 2023, ore 21:00 CEST Semifinale - Ritorno | Bayer Leverkusen | 0 – 0 referto | Roma | BayArena (30 210 spett.)\| Arbitro: \| Vinčić \| |
| Arbitro:                                                       | Vinčić           |               |      |                                                  |

## Statistiche

### Statistiche di squadra
Statistiche aggiornate al 27 maggio 2023.
| Competizione      | Punti         | In casa | In casa | In casa | In casa | In casa | In casa | In trasferta | In trasferta | In trasferta | In trasferta | In trasferta | In trasferta | Totale | Totale | Totale | Totale | Totale | Totale | DR |
| Competizione      | Punti         | G       | V       | N       | P       | Gf      | Gs      | G            | V            | N            | P            | Gf           | Gs           | G      | V      | N      | P      | Gf     | Gs     | DR |
| ----------------- | ------------- | ------- | ------- | ------- | ------- | ------- | ------- | ------------ | ------------ | ------------ | ------------ | ------------ | ------------ | ------ | ------ | ------ | ------ | ------ | ------ | -- |
| Bundesliga        | 50            | 17      | 8       | 3       | 6       | 35      | 23      | 17           | 6            | 5            | 6            | 22           | 26           | 34     | 14     | 8      | 12     | 57     | 49     | +8 |
| Coppa di Germania | Primo turno   | 0       | 0       | 0       | 0       | 0       | 0       | 1            | 0            | 0            | 1            | 3            | 4            | 1      | 0      | 0      | 1      | 3      | 4      | -1 |
| Champions League  | 5             | 3       | 1       | 1       | 1       | 2       | 3       | 3            | 0            | 1            | 2            | 2            | 5            | 6      | 1      | 2      | 3      | 4      | 8      | -4 |
| Europa League     | Semifinalista | 4       | 1       | 2       | 1       | 5       | 4       | 4            | 3            | 0            | 1            | 9            | 4            | 8      | 4      | 2      | 2      | 14     | 8      | +6 |
| Totale            | -             | 24      | 10      | 6       | 8       | 42      | 30      | 25           | 9            | 6            | 10           | 36           | 39           | 49     | 19     | 11     | 19     | 78     | 69     | +9 |

### Andamento in campionato
| Giornata  | 1  | 2  | 3  | 4  | 5  | 6  | 7  | 8  | 9  | 10 | 11 | 12 | 13 | 14 | 15 | 16 | 17 | 18 | 19 | 20 | 21 | 22 | 23 | 24 | 25 | 26 | 27 | 28 | 29 | 30 | 31 | 32 | 33 | 34 |
| --------- | -- | -- | -- | -- | -- | -- | -- | -- | -- | -- | -- | -- | -- | -- | -- | -- | -- | -- | -- | -- | -- | -- | -- | -- | -- | -- | -- | -- | -- | -- | -- | -- | -- | -- |
| Luogo     | T  | C  | C  | T  | C  | T  | C  | T  | C  | T  | C  | T  | C  | T  | C  | T  | C  | C  | T  | T  | C  | T  | C  | T  | C  | T  | C  | T  | C  | T  | C  | T  | C  | T  |
| Risultato | P  | P  | P  | V  | P  | N  | N  | P  | V  | P  | N  | P  | V  | V  | V  | V  | V  | P  | P  | V  | P  | N  | V  | V  | V  | V  | V  | N  | V  | N  | P  | N  | N  | P  |
| Posizione | 13 | 18 | 17 | 13 | 14 | 17 | 15 | 17 | 15 | 16 | 15 | 16 | 14 | 13 | 12 | 9  | 8  | 9  | 10 | 8  | 10 | 11 | 9  | 8  | 8  | 7  | 6  | 6  | 6  | 6  | 6  | 7  | 6  | 6  |

Legenda:

Luogo: C = Casa; T = Trasferta. Risultato: V = Vittoria; N = Pareggio; P = Sconfitta.